# Trofeo Villa de Nerja
El Trofeo Villa de Nerja es un torneo amistoso que organiza el Ayuntamiento de Nerja desde 2007. Se disputa a principio de temporada, generalmente a mediados de agosto.

## Finales
| Año  | Campeón    | Marcador | Subcampeón |
| ---- | ---------- | -------- | ---------- |
| 2007 | UD Almería | 3-2      | Málaga CF  |

## Palmarés

### Títulos por clubes
| Equipo     | Títulos | Años |
| UD Almería | 1       | 2007 |

- Datos: Q6153163